# Тридесет и седми пехотен пирински полк
Тридесет и седми пехотен пирински полк е български пехотен полк, формиран през 1912 година и взел участие в Балканската (1912 – 1913), Междусъюзническата (1913) и Първата световна война (1915 – 1918).

## Формиране
Тридесет и седми пехотен пирински полк е формиран на 22 септември 1912 в София под името Тридесет и седми пехотен полк в четиридружинен състав и е част от 2-ра бригада на 1-ва пехотна софийска дивизия.  При създаването си наброява 4800 души с пръв командир тогава полковник Христо Чаракчиев.

## Балкански войни (1912 – 1913)
Полкът заедно с бригада участва в Лозенградската операция в централния участък, както и в превземането на Люлебургаз. На 4 и 5 ноември полка се сражава при Чаталджа на укрепленията Бахчеиш Табия и Башчейшли Кьой. На следващата година защитава беломорския бряг при село Епиватос. По време на Междусъюзническата война (1913) през май 1913 г. се сражава св района на Сурдулица, а следващия месец води боеве със сърбите при село Власина. След Балканските войни полкът е разформирован и кадъра му е предаден на 1-ви и 6-и пехотни полкове.
На 9 август 1913 година в Пазарджик, в изпълнение на заповед №1 по 10-а пехотна беломорска дивизия той отново е формиран в двудружинен състав от разформираните 55-и, 67-и, 68-и, 70-и, 71-ви и 72-ри пехотни полкове. На 25 май 1914 г. е преименуван на Тридесет и седми пехотен пирински полк.

## Първа световна война (1915 – 1918)
През септември 1915 година полкът е отново мобилизиран. По време на Първата световна война (1915 – 1918) е в състава на 1-ва бригада на 10-а пехотна беломорска дивизия с командир генерал-майор Иван Петров. Първоначално охранява линията Връх Чегла – Курудушлар – Крустян – Габрово – Крини – Окчилар, а след това настъпва към Ксанти и Кавала. По време на войната към полка се формират допълваща и сборна дружина.
При намесата на България във войната полкът разполага със следния числен състав, добитък, обоз и въоръжение:
| Числен състав                                                | Добитък   | Обоз | Въоръжение                           |
| ------------------------------------------------------------ | --------- | ---- | ------------------------------------ |
| Офицери и лекари: 55 Чиновници: 4 Подофицери и войници: 4338 | Коне: 510 | –    | Пушки и карабини: 3927 Картечници: 4 |

На 19 април 1917 от четвъртите дружини на 22–ри, 37–и и 38–и пехотен полк се формира 86-и пехотен полк. На 31 декември 1918 година полкът е демобилизиран.

## Между двете световни войни
През 1920 година в изпълнение на предписание №8454 и в изпълнение на клаузите на Ньойския мирен договор полкът е реорганизиран в 37-а пехотна пиринска дружина и влиза в състава на 3-ти пехотен балкански полк.
На 4 октомври 1939 година с писмо №8454 полкът е формиран под името 37-и резервен полк, като за кадрите да взети от състава на 12-и и 23-ти пехотни полкове. Демобилизиран е само месец по-късно, през месец ноември. Когато през Балканските и Първата световна война полкът отсъства от мирновременния си състав, на негово място се формира допълваща дружина.

## Наименования
През годините полкът носи различни имена според претърпените реорганизации:
- Тридесет и седми пехотен полк (22 септември 1912 – 1913)
- Тридесет и седми пехотен полк (9 август 1913 – 25 май 1914)
- Тридесет и седми пехотен пирински полк (25 май 1914 – 1920)
- Тридесет и седма пехотна пиринска дружина (1920)
- Тридесет и седми резервен полк (4 октомври 1939 – ноември 1939)

## Командири
Званията са към датата на заемане на длъжността.
| №  | звание       | име               | дати                 |
| -- | ------------ | ----------------- | -------------------- |
| 1. | Подполковник | Христо Чаръкчиев  | от 22 септември 1912 |
| 2. | Подполковник | Стефан Панайотов  | до 20 септември 1913 |
|    | Полковник    | Димитър Димитриев | Първа световна война |
|    | Полковник    | Сотир Маринков    | от 1920              |

## Галерия
- Офицери и войници на полка през Първата световна война